# 扎貢鄉

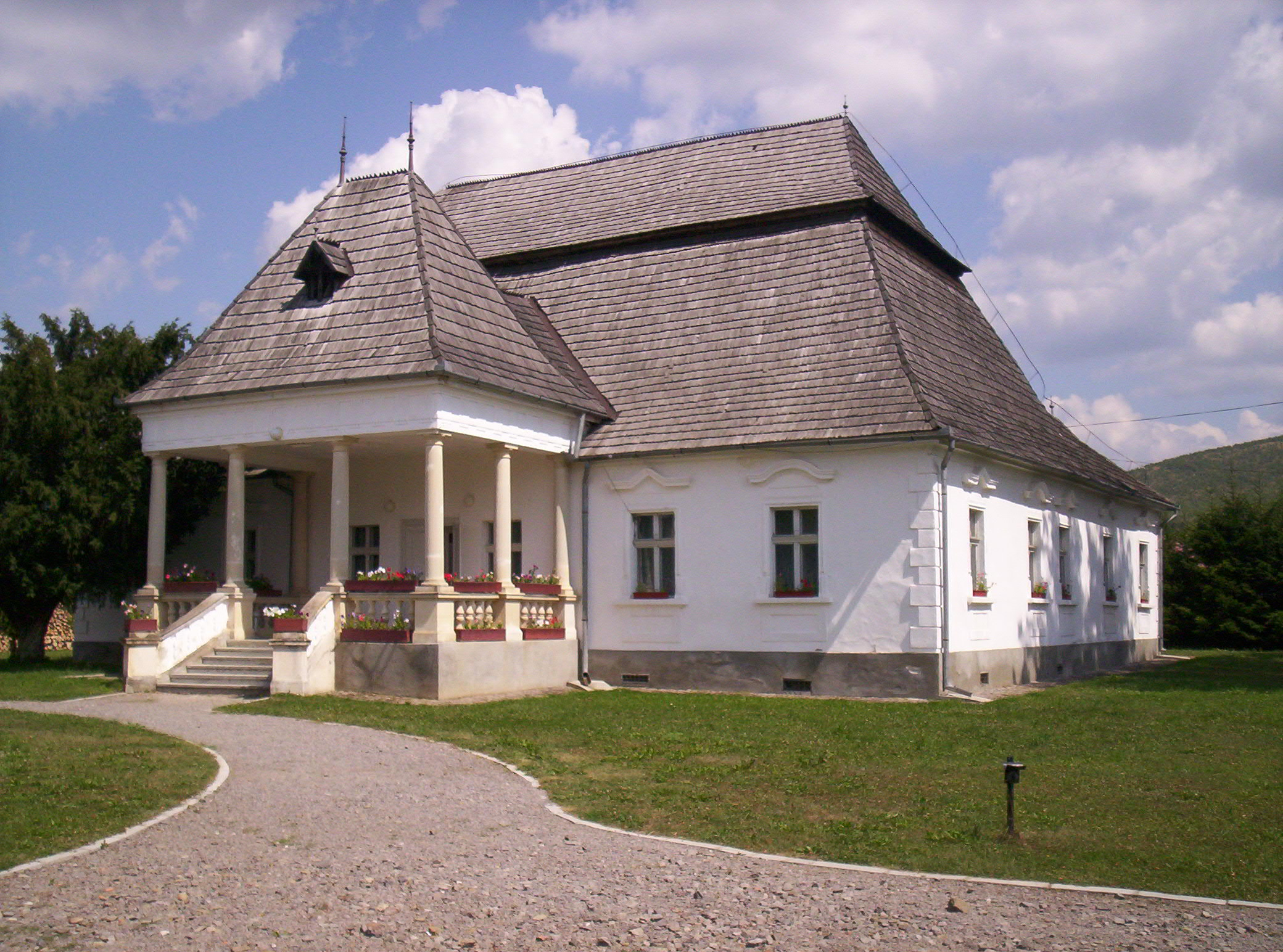

45°46′0″N 26°7′0″E / 45.76667°N 26.11667°E
扎貢鄉（羅馬尼亞語：Comuna Zagon, Covasna），是羅馬尼亞的鄉份，位於該國中部，由科瓦斯納縣負責管轄，處於布加勒斯特以北150公里，每年平均降雨量1,048毫米，海拔高度635米，2007年人口5,524。